# Lamplight City
Lamplight City ist ein Point-and-Click-Adventure-Computerspiel, das von Grundislav Games entwickelt und von Application Systems Heidelberg im September 2018 für Microsoft Windows, Linux und macOS veröffentlicht wurde. Im Juni 2022 erfolgte eine Portierung für Nintendo Switch.

## Spielprinzip
Das Spiel verwendet 2D-Grafik und ist zeitlich im viktorianischen Zeitalter angesiedelt. Es handelt sich um Detektivspiel, bei dem fünf Fälle zu lösen sind, wobei die Ermittlungen den weiteren Verlauf bestimmen. Im Gegensatz zur Genrekonvention gibt es kein Inventar.

## Rezeption
Die Präsentation sei durchweg gelungen. Lamplight City böte eine spannend erzählte Detektivgeschichte mit interessanten Figuren und tollen Wendungen. Die Fälle seien abwechslungsreich gestaltet. Adventure Corner vergab eine Auszeichnung. Das Adventure lebe von den gut geschriebenen und vertonten Dialogen in stimmiger Atmosphäre. Es fühle sich authentischer an, ausschließlich mit Dialogrätseln zu ermitteln. Dabei könne der Spieler jedoch auch in Sackgassen geraten.